# Galtat Zammur
Galtat Zammur (arabiska: كلتة زمور; spanska: El Guelta; franska: Gueltat Zemmour) är en ort i den av Marocko kontrollerade delen av det omstridda området Västsahara.
Enligt Marockos administrativa indelning tillhör orten en landskommun med samma namn i provinsen Bujur. Denna kommun hade 6 393 invånare enligt Marockos folkräkning 2014.